# Viola (Delaware)
Pour les articles homonymes, voir Viola.
La ville de Viola est située dans le comté de Kent, dans l’État du Delaware, aux États-Unis.
Viola fait partie de l’agglomération de Dover.

## Démographie
| 1920 | 1930 | 1940 | 1950 | 1960 | 1970 |
| ---- | ---- | ---- | ---- | ---- | ---- |
| 114  | 104  | 113  | 134  | 159  | 154  |

| 1980 | 1990 | 2000 | 2010 | - | - |
| ---- | ---- | ---- | ---- | - | - |
| 167  | 153  | 156  | 157  | - | - |

Lors du recensement de 2010, elle comptait 157 habitants.

## Source
- (en) Cet article est partiellement ou en totalité issu de l’article de Wikipédia en anglais intitulé « Viola, Delaware » (voir la liste des auteurs).